# Open Game License
A Open Game License (abreviadamente OGL) é uma licença pública de copyright que pode ser usada por desenvolvedores de RPG de mesa para conceder permissão para modificar, copiar e redistribuir alguns dos conteúdos projetados para os seus jogos. No entanto, as obras derivadas desses conteúdos devem ser compartilhadas pela mesma licença.

## Linguagem utilizada na licença
A OGL descreve dois tipos de conteúdo:
Open Game Content (abreviadamente OGC):
| “ | Seção 1(d) “Conteúdo de Jogo Livre” significa a mecânica de jogo, e inclui os métodos, procedimentos, processos e rotinas na medida em que esse conteúdo não incorpora a Identidade do Produto e é um aperfeiçoamento sobre a arte prévia e conteúdos adicionais claramente identificados como Conteúdo de Jogo Livre pelo Colaborador, e significa qualquer trabalho coberto por esta Licença, incluindo traduções e trabalhos derivados sob as leis de copyright, mas exclui especificamente a Identidade do Produto; | ” |
Product Identity (abreviadamente PI):
| “ | Seção 1(e) “Identidade do Produto” significa os nomes de produtos e linhas de produtos, logotipos e marcas de identificação, incluindo o conjunto-imagem (identificação visual); artefatos; criaturas; personagens; histórias, enredos, tramas, elementos temáticos, diálogos, incidentes, linguagem, arte, símbolos, desenhos, pinturas, semelhanças, formatos, poses, conceitos, temas e gráficos, fotográficos e outras representações visuais ou de áudio; nomes e descrições de personagens, magias, encantamentos, personalidades, times, personas, semelhanças e habilidades especiais; lugares, localizações, ambientes, criaturas, equipamentos, habilidades ou efeitos mágicos ou sobrenaturais, logotipos, símbolos ou desenhos gráficos; ou qualquer outra marca comercial ou marca registrada claramente identificada como Identidade do Produto pelo proprietário da Identidade do Produto, e que não se inclui no Conteúdo de Jogo Livre; | ” |
"Identidade do Produto" (Product Identity) cobre o que, no Brasil, se chama de Propriedade Intelectual, incluindo direitos autorais (Lei Federal nº 9.610/98) e marcas (Lei Federal nº 9.279/96).

## Histórico

### 3ª edição
A OGL foi  publicada pela Wizards of the Coast (WotC) em 2000 para licenciar o seu RPG Dungeons & Dragons 3ª edição, na forma da System Reference Document, abreviadamente SRD, em um movimento encabeçado por Ryan Dancey. É comumente utilizada com a licença d20 para permitir que indivíduos, empresas profissionais e amadores e grupos de publicar o SRD e trabalhos derivados sob a marca registrada do sistema d20. Também tem sido usado para licença de conteúdo não relacionado com o Sistema d20 e/ou com a SRD.  O SRD "incluía as regras e elementos básicos de D&D, como classes, monstros, feitiços e itens mágicos, possibilitando a criação de produtos de suporte legal para o jogo". Este movimento foi liderado por Ryan Dancey e foi "modelado nas várias licenças de código aberto usadas na indústria de software". Os editores também podem usar a Licença de Marca Registrada do Sistema d20 separada para incluir um logotipo indicando compatibilidade. Em uma entrevista, Dancey afirmou:
Acho que há um caso de negócios muito, muito forte que pode ser feito para a ideia de abraçar as ideias no coração do movimento Open Source e encontrar um lugar para elas nos jogos. [...] Um dos meus argumentos fundamentais é que, ao buscar o conceito de jogo aberto, a Wizards pode estabelecer uma política clara sobre o que fará e não permitirá que as pessoas façam com seus materiais protegidos por direitos autorais. Apenas isso deve estimular um grande aumento na criação de conteúdo independente que alimentará a rede de D&D.
Os acadêmicos Benoît Demil e Xavier Lecocq, na revista econômica Revue d'économie industrielle, destacaram que um objetivo comercial da OGL era fazer com que os concorrentes institucionalizassem um sistema de regras padronizado - "se a WOTC pudesse fazer com que mais pessoas na indústria usassem o mesmo sistema , os jogadores aprenderiam apenas um sistema e poderiam migrar de produto para produto e de jogo para jogo sem custos de aprendizado e transação. Embora reduzisse o número de sistemas de jogos originais no mercado, a ideia era aumentar o público para todos, especialmente para o líder. O objetivo final era estabelecer 'd20' como uma marca registrada reconhecível, como 'VHS' ou 'DVD'".
Em 2004, a Wizards of the Coast abordou o que ocorreria se a licença fosse alterada - a OGL "já define o que acontecerá com o conteúdo que foi distribuído anteriormente usando uma versão anterior, na Seção 9. Como resultado, mesmo que a Wizards tenha feito uma mudança com a qual você discordou, você pode continuar a usar uma versão anterior aceitável a seu critério. Em outras palavras, não há razão para a Wizards fazer uma mudança que a comunidade de pessoas que usam a Open Gaming License faria objeção, porque a comunidade simplesmente ignoraria a mudança de qualquer maneira".

### 4ª edição
Em junho de 2008, a Wizards of the Coast fez a transição para uma nova licença royalty free chamada Game System License (GSL), disponibilizada para outros desenvolvedores publicarem produtos compatíveis com Dungeons & Dragons 4ª edição. A GSL também possui um SRD próprio, assim como a OGL, mas a SRD da GSL relaciona o conteúdo permitido da 4ª edição.
O GSL é incompatível com a OGL anterior. No entanto, por seus próprios termos, a OGL é irrevogável e permanece em uso generalizado. A GSL proíbe explicitamente de ser publicado material compatível ao mesmo tempo com a GSL (compatível com a 4ª Edição) e com a OGL (compatível com 3ª Edição e a Edição 3.5). Muitos editores sugerem que esta restrição representa um ataque direto da WotC sobre a OGL que a WotC anteriormente publicou, pois legalmente ela é incapaz de revogar a OGL. A restrição tem promovido alguns sentimentos negativos dentro da comunidade de jogos de RPG. Como resultado, muitos editores têm rejeitado completamente a 4ª Edição, e continuam a publicar material para a edição 3.5, sob a OGL.
Os acadêmicos Benoît Demil e Xavier Lecocq, na revista econômica Revue d'économie industrielle em 2014, afirmaram que a OGL teve um impacto imediato na indústria de RPG de mesa com um aumento em novas publicações TTRP onde a "maioria dos novos entrantes adotou " a licença d20; Os produtos d20 foram vendidos a uma taxa mais alta do que os produtos não-d20 até meados dos anos 2000. Ele "foi considerado pelos gestores da WOTC como um grande sucesso devido ao grande movimento de adoção que criou entre as editoras". Eles também destacaram que o "sucesso foi amplificado pela ascensão da publicação eletrônica".
Ao contrário da OGL, a GSL proíbe editores de reproduzir diretamente o conteúdo do Guia do Mestre, do Manual dos Monstros e do Livro do Jogador, e outras publicações com direitos autorais. Ao invés, a GSL só permite fazer referência ao conteúdo, isto é, aos termos utilizados nos livros básicos da 4ª Edição. Isto requer que os jogadores adquiram uma cópia desses livros da WotC para poder jogar com as publicações GSL feitas por terceiros. Novas classes, habilidades, etc, podem ainda ser adicionadas nas regras existentes, mas as regras originais não podem ser modificados, incluindo a criação do personagem, distribuição de XP, etc. Além disso, a GSL explicitamente se aplica apenas aos livros, e-books, e publicações de revistas e não a programas ou jogos de computador e outras mídias.
Em 11 de agosto de 2008, a WotC anunciou planos para rever tanto a GSL quanto a sua respectiva SRD. Em 2 de março de 2009, a GSL foi atualizada.
Isso não afetou a posição legal da OGL, e produtos baseados na SRD ainda podem ser lançados sozinhos sob a OGL. Editoras que licenciam suas obras sob a OGL e documentos similares às vezes são referidas coletivamente como  "movimento do jogo aberto" ("open gaming movement").
Um número de fãs e editores criaram cópias de sistemas de regras que não são mais suportados, e lançaram esses sistemas de regras sob uma licença aberta. O termo "retroclone" foi cunhado pela Goblinoid Games, editora do Labyrinth Lord e GORE.
O exemplo mais conhecido de retroclone é o OSRIC, que contém as regras para a 1ª edição Advanced Dungeons & Dragons. Outros exemplos são: Labyrinth Lord (com base no Basic Dungeons & Dragons), Swords & Wizardry (baseado no Dungeons & Dragons original de 1974), e Dark Dungeons (baseado em Dungeons & Dragons Rules Cyclopedia).

### 5ª edição
Em 12 de janeiro de 2016, a Wizards of the Coast lançou a SRD da 5ª edição sob  v1.0a  da OGL original marcando um retorno ao formato open gaming. Este SRD foi posteriormente revisado e relançado como SRD 5.1 em maio de 2016.
Além disso, os criadores de conteúdo podem acessar uma opção de licença publicando na loja da Dungeon Masters Guild; esta licença vai um passo além, permitindo que desfrutem e editoras terceiras criem e vendam conteúdo baseado em propriedade específica da Wizards of the Coast, como Forgotten Realms, Ravenloft, Eberron e Ravnica. Os criadores de conteúdo têm permissão para definir seus preços próprios, no entanto, a Wizards of the Coast e a OneBookShelf ficam com uma redução de 50% dos rendimentos.

### Alterações propostas para OGL
Em agosto de 2022, a Wizards of the Coast lançou um teste público da próxima versão de Dungeons & Dragons sob a iniciativa One D&D. Em novembro de 2022, houve especulações de quea OGL seria descontinuada para esta nova iteração de Dungeons & Dragons com base em vazamentos não confirmados. Em resposta à especulação, a Wizards of the Coast declarou em novembro de 2022: "Continuaremos a apoiar os milhares de criadores que criam conteúdo de D&D de terceiros com o lançamento de One D&D em 2024. Embora seja certo que nossa Open Game License (OGL) continuará a evoluir, assim como desde a sua criação, estamos muito no início do desenvolvimento de One D&D para fornecer mais detalhes sobre a OGL ou System Reference Document, (SRD) neste momento".
Seguindo as preocupações levantadas por criadores terceirizados de Dungeons & Dragons sobre as possíveis mudanças na OGL, Em dezembro de 2022, a Wizards of the Coast divulgou detalhes adicionais sobre a próxima OGL 1.1, que entrará em vigor em 2023. Esta nova licença esclarecerá que ela se aplica apenas a "mídia impressa ou arquivos eletrônicos estáticos (como epubs e PDFs)" e "cobre apenas material criado para uso em ou como TTRPGs"; OGL 1.1 não cobrirá outros conteúdos, como videogames ou mesas virtuais (VTTs). Os criadores de conteúdo que usam OGL 1.1 serão obrigados a "colocar um selo OGL oficial em seus produtos". A receita relacionada ao conteúdo OGL deve ser informada à Wizards of the Coast se essa receita exceder US$ 50.000 anualmente; criadores que ganham pelo menos US$ 750.000 em receita anualmente serão obrigados a pagar royalties a partir de 2024.
Linda Codega, para o Io9 em janeiro de 2023, relatou os detalhes de uma cópia completa vazada da OGL 1.1, incluindo termos atualizados, como não autorizar mais o uso da OGL1.0. Codega explicou que, embora a OGL original concedesse uma "licença perpétua, mundial e não exclusiva", ele também incluía linguagem em torno das versões autorizadas da licença - "de acordo com os advogados consultados para este artigo, a nova linguagem pode indicar que a Wizards of the Coast é tornando nulo qualquer uso futuro da OGL original e afirmando que, se alguém quiser continuar a usar o Open Game Content de qualquer tipo, precisará cumprir os termos da OGL atualizado, que é um contrato muito mais restritivo do que a OGL original". O documento também afirma que a intenção da OGL não era "financiar os principais concorrentes e não pretendia permitir que as pessoas fizessem aplicativos de D&D, vídeos ou qualquer outra coisa além de materiais impressos (ou imprimíveis) para uso durante os jogos". Em uma declaração ao EN World, Dancey - ex-vice-presidente da Wizard of the Coast e arquiteto da OGL1.0 - disse: "minha opinião pública é que a Hasbro não tem o poder de desautorizar uma versão da OGL. Se isso tivesse sido um poder que queríamos reservar para a Hasbro, teríamos enumerado na licença. Estou registrado em vários lugares em e-mails, blogs e entrevistas dizendo que a licença nunca poderia ser revogada".
Após um pedido de desculpas emitido pela Wizards of the Coast, a empresa lançou um novo rascunho (intitulada OGL 1.2) para comentários públicos em 19 de janeiro. Ele colocaria algumas das mecânicas de Dungeon & Dragons sob uma licença Creative Commons, enquanto outro material seria coberto. pela OGL 1.2. Por exemplo, "classes, feitiços e monstros específicos" se enquadrariam na OGL 1.2 proposta, enquanto "Alinhamento, Equipamento, Talentos, uso de Pontuações de Habilidade, Regras de Combate, como funciona o lançamento de feitiços, como funcionam os blocos de estatísticas de monstros e as condições serão todos serão cobertos pela Creative Commons Attribution 4.0 International". Ao contrário do OGL 1.1 que vazou, a OGL 1.2 proposta contém "nenhum pagamento de royalties, nenhum relatório financeiro, nenhum retorno de licença, nenhum registro, nenhuma distinção entre comercial e não comercial". O OGL 1.2 proposto desautoriza a OGL1.0a; também seria "irrevogável, embora ainda haja uma cláusula de rescisão caso uma parte da licença seja considerada inexequível ou inválida". Juntamente com a OGL 1.2 proposto, a Wizards lançou uma política de mesa virtual (VTT) separada.
Em 27 de janeiro de 2023, a Wizards of the Coast anunciou que, após o feedback durante o comentário aberto para OGL1.2, eles decidiram lançar o System Reference Document 5.1 (SRD 5.1) sob uma licença irrevogável de Creative Commons (CC-BY-4.0). imediatamente e não continuaria a desautorizar a OGL1.0a.

### Atualização de 2025
O SRD será revisado para refletir a revisão de 2024 do conjunto de regras da 5ª Edição. O SRD 5.2 está programado para ser lançado sob uma licença Creative Commons em 22 de abril de 2025. Jess Lanzillo, vice-presidente de franquias e produtos da Dungeons & Dragons, explicou que "o SRD será parte do processo de errata, garantindo que ele seja regularmente atualizado à medida que esclarecimentos oficiais e correções sejam publicados para nossos Livros de Regras Principais. [...] Futuros SRDs serão publicados com novos números de versão, permitindo-nos responder a como os jogadores estão jogando D&D e o que os criadores estão criando dentro do jogo, atualizando o SRD com versões futuras".

## Impacto

### Open Game License
Esses indivíduos, grupos e editoras que licenciam suas obras sob a OGL, por vezes, são referidos coletivamente como o "movimento open gaming.  James Maliszewski, para a The Escapist, comentou que o OGL também ajudou a lançar o movimento Old School Revival e que "em 2002, a ideia de usar o SRD para fazer engenharia reversa do esgotado  AD&D se enraizou no Dragonsfoot e em outros fóruns da velha escola". A OGL levou ao desenvolvimento do Pathfinder Roleplaying Game autônomo, que é uma versão modificada do D&D 3.5.
Mike Whelan e Bob Tarantino, para Law Insider em 2021, comentaram que "o escopo da Open Game License é incrivelmente amplo. A licença é perpétua, mundial, isenta de royalties e não exclusiva. Você nunca precisa se preocupar com a expiração de sua licença ou quaisquer questões jurisdicionais. Você nunca precisa se preocupar em fazer um único pagamento de royalties, mesmo quando monetizar seu conteúdo". Tarantino atribuiu a OGL a parte do "tremendo crescimento do público" do jogo nos últimos vinte anos.
Christopher B. Seaman e Thuan Tran, para a revista acadêmica Iowa Law Review em 2022, destacaram que o lançamento da OGL "criou uma grande mudança na indústria de RPG" e "levou a um boom na indústria de RPG no início dos anos 2000". Eles comentaram que "o surgimento do licenciamento de código aberto para RPGs facilita a criatividade e a inovação do usuário, já que dezenas de suplementos compatíveis com D&D foram criados sob a Open Game License".
Kit Walsh, advogado sênior da Electronic Frontier Foundation em 2023, destacou que os jogos de RPG têm aspectos passíveis de direitos autorais, como expressão criativa, e aspectos que não são, como descrições funcionais da mecânica do jogo. Walsh comentou que o OGL original "é muito restrito" e inclui "elementos que não são protegidos por direitos autorais em primeiro lugar" - concordar com o OGL "quase certamente significa que você tem menos [sic] direitos de usar elementos de Dungeons and Dragons do que você faria caso contrário. Por exemplo, sem este acordo, você tem o direito legal de criar um trabalho usando elementos não protegidos por direitos autorais de D&D ou fazendo uso justo de elementos protegidos por direitos autorais". No entanto, Walsh destaca que o "benefício principal" é conhecer os termos exatos para não ser processado pela Wizards of the Coast e evitar "ter que provar seus direitos de uso justo ou se envolver em uma batalha legal cara sobre direitos autorais no tribunal". Walsh afirmou que "licenças abertas podem envolver muito juridiquês que as torna difíceis para um leigo entender" e explicou que "perpétuo" e "irrevogável" são termos jurídicos separados; enquanto o OGL afirma que é perpétuo, não afirma que é irrevogável. Em uma atualização do artigo, Walsh escreveu que as declarações anteriores da Wizards of the Coast deixam "muito claro que a Wizards sempre pensou nisso como um contrato com obrigações para ambos os lados [...]. Ao contrário de uma licença simples sem consideração, uma oferta para contratar assim não pode ser revogado unilateralmente uma vez que tenha sido aceito, sob a lei de Washington (onde estão localizados) e outros estados". Walsh afirmou que os trabalhos já publicados "sob o OGL 1.0a têm direito ao benefício que a Wizards of the Coast lhes prometeu naquele contrato. Mas a Wizards pode revogar a oferta do OGL 1.0a para novos usuários em potencial que ainda não aceitaram seus termos". Kyle Orland, da Ars Technica, destacou a análise de Walsh e comentou que a "situação legal é um pouco complicada [...] pela Seção 9" do OGL original, pois essa cláusula afirma que designers terceirizados podem "usar qualquer versão autorizada desta licença copiar, modificar e distribuir qualquer Conteúdo de Jogo Aberto originalmente distribuído sob qualquer versão desta Licença". Orland afirmou que a Seção 9, juntamente com as declarações feitas pela Wizards of the Coast no FAQ original de 2001, parece "sugerir que as empresas poderiam continuar usando a antiga licença para fabricar produtos com base no antigo conjunto de regras que foi publicado sob OGL v1.0a (mesmo se as próximas mudanças nas regras forem cobertas mais diretamente pelo OGL v1.1)".

#### No Brasil
No Brasil, dentre os jogos OGL, estão o 4D&T, Primeira Aventura, Ação!!! e Tormenta RPG. Porém não é assim tão simples. Para incluir tais regras não se deve mencionar que é compatível com o sistema d20, nem possuir o seu selo no livro. Caso contrário e o autor deseje incluir o Logotipo D20, o livro não deve conter regras para a criação de personagens, o que obriga o leitor a comprar pelo menos o Livro do Jogador de D&D. O autor também deve incluir toda a documentação apresentada em inglês numa das páginas de sua obra.
O jogo Old Dragon é auto-definido como retro-golem, uma vez não se inspira em uma versão exclusiva de Dungeons & Dragons, mas sim de várias versões do jogo.

### Rascunho OGL1.1 vazado
Em novembro de 2022, Game Rant comentou que "muitos jogadores não estão felizes com a implicação" do boato de descontinuação da OGL, já que "muitos criadores e empresas ganharam a vida vendendo homebrews de Dungeons and Dragons de terceiros. Se a Wizards of the Coast fizer isso não usar a OGL em One D&D, muitos desses criadores serão incapazes de criar conteúdo para o sistema evergreen - ou pelo menos terão que contornar a lei usando apenas o SRD da 5ª Edição para fazê-lo". ComicBook.com destacou que "embora não criar um novo SRD  para One D&D não eliminaria material de terceiros, certamente desencorajaria a publicação ou forçaria os editores a recorrer ao DMs Guild", que "usa uma licença separada" e requer um corte de 50% dos rendimentos.
Após a declaração divulgada pela Wizards of the Coast em dezembro de 2022, Christian Hoffer, para o ComicBook.com, escreveu: "A Wizards observaram que esse royalty deve impactar menos de 20 'criadores', que incluem grandes editoras como Kobold Press e Ghostfire Gaming". Chase Carter, para o Dicebreaker, comentou que "esta visão de uma OGL atualizada abre um caminho para a Wizards of the Coast se envolver em projetos de financiamento coletivo de grande sucesso sem esmagar as comunidades existentes, que a postagem do blog diz ser 'uma parte crítica do D&D experiência '. Ele também disse que os acordos de mesa virtual existentes não serão afetados por qualquer forma que a OGL assuma, embora a empresa tenha anunciado sua própria versão para lançar perto do lançamento de OneD&D em 2024".
Linda Codega, para o Io9 em janeiro de 2023, escreveu que "ao encerrar a OGL original, muitos editores licenciados terão que revisar completamente seus produtos e distribuição para cumprir as regras atualizadas. Grandes editores que se concentram quase exclusivamente em produtos baseados na OGL original, incluindo Paizo, Kobold Press e Green Ronin, estarão sob pressão para atualizar seu modelo de negócios incrivelmente rápido". Codega destacou que "se a licença original não for mais viável, todos os editores licenciados serão afetados pelo novo contrato, porque todos os criadores comerciais serão solicitados a relatar seus produtos, novos e antigos, à Wizards of the Coast. [ ...] A principal conclusão do rascunho da OGL 1.1 que vazou é que a WotC está mantendo o poder por perto. [...] Há muitas implicações nesta política estendida, e as ramificações deste OGL atualizado podem ter um efeito inibidor em novos produtos licenciados".
Christian Hoffer, para o ComicBook.com em janeiro de 2023, afirmou que "se a OGL vista pela io9 for de fato a OGL final planejada para One D&D, isso teria consequências sísmicas para o próspero ecossistema que envolve Dungeons & Dragons". Hoffer comentou, "embora seja discutível se as versões anteriores da OGL podem realmente ser revogadas ou desautorizadas [...], a intenção da nova OGL é forçar os editores a cumprir a nova OGL, com seu status facilmente revogável e suas camadas estrutura de realeza". Charlie Hall, do Polygon, comentou que "se for aplicado como está escrito, os relatórios io9 podem colocar em risco os fluxos de receita para empresas como a fabricante do Pathfinder Paizo, Kobold Press, Green Ronin e outras". Hall também destacou que o Kickstarter negociou com a Wizards of the Coast para reduzir o valor dos royalties para criadores que usam sua plataforma. Hall escreveu: "O Kickstarter viu recentemente uma concorrência crescente de canais alternativos de financiamento coletivo, incluindo Gamefound e Backerkit. Uma parceria como essa, formalmente consagrada na OGL 1.1, encorajaria as maiores campanhas de financiamento coletivo de D&D a usar os serviços do Kickstarter. [...] O Kickstarter confirmou ao Polygon que discutiu um plano com a Wizards, mas nega seu envolvimento direto na OGL 1.1". Eric Law, da Game Rant, comentou que esse vazamento estava causando "pânico" entre os editores terceirizados. Law afirmou que "a seção mais preocupante do documento legal acrescenta que a Wizards of the Coast tem direitos totais sobre qualquer conteúdo criado pela OGL. Isso permitiria a Dungeons and Dragons pegar qualquer conteúdo caseiro e publicá-lo em material oficial de Dungeons and Dragons sem permissão ou compensação ao criador original". ICv2 comentou que a OGL vazado tem várias partes controversas, incluindo a proibição de "publicação comercial para plataformas de mesa virtuais" e que, embora "conceda a propriedade dos trabalhos OGL ao seu criador", também "dá à WotC o direito perpétuo e irrevogável de usar seus trabalhos em da maneira que achar conveniente, sem pagamento".
Nos dias seguintes ao vazamento, IGN, NME, ICv2, Vice e Inverse relataram reações negativas de fãs e criadores de conteúdo profissional. O ComicBook.com informou que "falou com mais de 20 criadores de pequeno e médio porte que disseram que os projetos em andamento que seriam publicados sob a OGL foram suspensos devido" aos termos do vazamento. Muitos designers também relataram considerar mudar completamente os sistemas de RPG. Como parte de uma campanha de protesto contra os termos relatados da nova OGL, mais de 54.000 pessoas assinaram a petição de internet "#OpenDND" poucos dias após seu lançamento. Isso incluiu "vários membros conhecidos da comunidade de D&D", como o escritor de Baldur's Gate: Descent into Avernus,  M.T. Black, proeminente streamer de D&D Mark Hulmes (que recentemente dirigiu um programa de streaming para Wizards of the Coast no canal de streaming de D&D) e Mike Shea, editor de Sly Flourish". Starburst comentou que "historicamente, quando os proprietários de Dungeons and Dragons tentam restringir o que as pessoas podem fazer com o jogo, isso leva a um boom em outros jogos de RPG de mesa. Isso está acontecendo agora". Em 10 de janeiro, a Kobold Press e a MCDM Productions anunciaram novos sistemas de RPG de mesa, ambos afirmando que seus respectivos sistemas seriam jogos abertos. Em 12 de janeiro, a Paizo anunciou uma nova licença, a Open RPG Creative License (ORC), uma licença independente de sistema aberta, perpétua e irrevogável, como uma resposta direta às mudanças relatadas na OGL. Editoras adicionais, como Kobold Press, Chaosium, Green Ronin, Legendary Games e Rogue Genius Games, farão parte do processo de desenvolvimento da ORC. Outra iniciativa é da Free League Publishing, que anunciou duas licenças, para seu sistema de jogo Year Zero e outra para seu próximo RPG de fantasia Dragonbane.
Em 13 de janeiro de 2023, a Wizards emitiu uma resposta via D&D Beyond; esta resposta não continha a OGL atualizada que será divulgado posteriormente. A declaração retrocedeu várias alterações na OGL, como remover a estrutura de royalties e a linguagem anterior à licença, e indicou que outras formas de expressão, como VTTs e transmissões ao vivo, não seriam afetadas pelo OGL atualizado. ComicBook.com comentou que "a declaração não abordou se a nova OGL tentaria 'desautorizar' versões anteriores do OGL". Io9 afirmou que "não haverá recuo totalmente para a Wizards of the Coast. Eles comprometeram muito tempo, dinheiro e esforço em seu IP para permitir que ele fosse totalmente anulado sob a OGL 1.0 (a) e os processos na Hasbro não permitirá que todos fujam com seus nomes e números. [...] A Wizards of the Coast está fazendo um incrível spin doctor para estabelecer as bases para tentar salvar a situação em que se encontram". O Polygon destacou que "apesar da aparente mudança de curso da Wizards, a resposta no Twitter à declaração do editor parece tão fortemente negativa quanto a reação às mudanças propostas para a OGL". Polygon também apontou que muito permanece desconhecido, incluindo "como um rascunho quase final do OGL revisado deixou as coisas muito, muito erradas".

### Rascunho proposto OGL1.2
Edwin Evans-Thirlwell, para o The Washington Post, escreveu que "a reação dos fãs, que criticaram a resposta do WotC longe de um pedido de desculpas e uma rejeição de suas preocupações legítimas, levou o WotC a recuar ainda mais. Um segundo boletim na quarta-feira [em 18 de janeiro] incluiu mais detalhes sobre o caminho a seguir, juntamente com um mea culpa de [Kyle] Brink, o produtor executivo, em nome de sua equipe”. Evans-Thirlwell destacou o lançamento do OGL 1.2 proposto, que terá comentários abertos disponíveis por duas semanas, no entanto, "alguns dizem que o estrago já está feito. [...] Se você vê o OGL original como um talismã místico ou fumaça- e-espelhos, a WotC parece ter cometido um ato irreversível de auto-sabotagem ao tentar substituí-la — desperdiçando o prestígio acumulado em 20 anos em questão de semanas”. Linda Codega, para Io9, escreveu que "o compromisso de criar uma licença irrevogável sob a fundação Creative Commons parece um bom passo para que isso aconteça, e não teria ocorrido se os criadores, influenciadores, fãs e terceiros de Dungeons & Dragons os editores se uniram universalmente para rejeitar a OLG 1.1 proposta. Eles também destacaram que a Wizards continua a ter "uma posição firme sobre conteúdo preconceituoso e odioso - algo que as pessoas elogiaram no rascunho que vazou". A OLG1.2 proposto baniria "conteúdo nocivo, discriminatório ou ilegal" que a Codega vê como uma boa ideia, no entanto, a Codega comentou "após a inclusão do Spelljammer e o tratamento público do Hadozee, resta saber se o D&D é inclusive capaz de moderar esse tipo de conteúdo de forma respeitosa, inclusiva e progressiva”. Tanto Codega quanto Christian Hoffer, do ComicBook.com, destacaram que a OLG1.2 proposta desautorizaria a OLG1.0a. Hoffer comentou que a desautorização é "um grande ponto de discórdia", pois é "vista como uma linha dura para muitos criadores e editores terceirizados". Hoffer escreveu que Brink enquadrou a desautorização como necessária para fazer cumprir a cláusula "'Nenhum conteúdo odioso ou prejudicial' na nova OLG". Kyle Orland, para Ars Technica, afirmou que "além da desautorização da OLG v1.0a, o novo rascunho reduz muitas das partes mais controversas da atualização original vazada [...]. O novo rascunho também observa explicitamente que a nova licença é 'perpétua, não exclusiva e irrevogável', com apenas algumas seções técnicas sendo elegíveis para modificação no futuro".

#### Creative Commons
Em 27 de janeiro de 2023, a Wizards of the Coast descreveu o feedback recebido de mais de 15.000 envios de pesquisa durante o comentário aberto para a OGL1.2: "88% não desejam publicar conteúdo TTRPG sob a OGL 1.2", "89% estão insatisfeitos com a desautorização da OGL 1.0a", "86% estão insatisfeitos com o rascunho da política VTT" e "62% estão satisfeitos com a inclusão do conteúdo do System Reference Document (SRD) no Creative Commons, e a maioria dos insatisfeitos pediu mais conteúdo SRD na Creative Comuns". Como resultado, a Wizards decidiu lançar o SRD 5.1 sob uma licença Creative Commons irrevogável; também não tentaria mais desautorizar a OGL 1.0a. Milton Griepp, para ICv2, afirmou que o período de três semanas em que isso se desenrolou levou a uma "escala impressionante" de reações negativas e foi um "desastre de relações públicas para a Wizards of the Coast e a marca D&D". Griepp comentou que "resta saber se os passos que a WotC tomou serão suficientes para desfazer os movimentos que outras empresas fizeram para se desassociar da OGL, principalmente a Paizo". Christian Hoffer, para o ComicBook.com, afirmou que "esta é uma grande mudança de ritmo para a Wizards of the Coast e parece ser um final surpreendente para uma controvérsia que durou semanas, chamando a atenção dos principais sites de notícias. É uma grande vitória para a comunidade mais ampla de D&D". Charlie Hall, para o Polygon, também destacou a grande cobertura da mídia mainstream que esta controvérsia recebeu e que "a repentina aversão pela marca pode ter um impacto perceptível no sucesso do filme Dungeons & Dragons: Honor Among Thieves com lançamento previsto para março de 2023. Linda Codega, para o Io9, escreveu que a desautorização da OGL 1.0a foi uma linha dura para muitos fãs, então "as concessões que Wizards e D&D fazem neste anúncio são enormes" e que "esta é uma grande vitória para os fãs". Codega destacou que Kyle Brink, produtor executivo de D&D, afirmou "que colocar todo o SRD de 400 páginas na Creative Commons significa que os fãs não precisam 'acreditar na palavra [de Dungeons & Dragons']. Que Brink reconheceria explicitamente a falta de confiança entre fãs e editores e a Wizards of the Coast é incrível".
Em maio de 2024, Lin Codega, atualmente do Rascal, comentou que parecia que a Open Game License não retornaria após o anúncio da Wizards of the Coast de que a 5ª Edição revisada teria um SRD lançado sob a Creative Commons, uma medida que eles consideraram tanto "fascinante" quanto "triste". Codega opinou:
A Open Game License foi genuinamente um contrato revolucionário estabelecido dois anos antes da criação da licença Creative Commons e os jogos de mesa como um todo, não apenas D&D, se beneficiaram do uso livre e irrestrito concedido pelo OGL. O OGL deveria ter sido o contrato a resistir ao teste do tempo como um testemunho do poder da licença de código aberto para propriedade intelectual. Mas então, como acontece com a maioria das coisas boas que são oferecidas no espírito de criatividade alegre e esperança pela comunidade, o capitalismo aconteceu. [...] O compromisso de colocar as regras atualizadas do D&D na Creative Commons, em vez de tentar restabelecer o OGL ou até estabelecer outro GSL semelhante, é, na minha opinião, uma boa decisão.

### Game System License
Em agosto de 2008, ICv2 destacou que "a reação à 4ª Edição GSL foi, na melhor das hipóteses, mista. Enquanto algumas empresas, como Mongoose e Goodman, estão produzindo produtos de terceiros da 4ª Edição, outras, como Green Ronin e Necromancer, não".
Mordicai Knode, para o Tor.com em 2012, destacou que a GSL "tinha uma cláusula de 'pílula de veneno' que impedia qualquer pessoa de publicá-la sob a licença antiga - efetivamente forçando qualquer pessoa que quisesse publicar suplementos da Quarta Edição de terceiros a parar de publicar qualquer coisa compatível com a Terceira Edição. A Wizards of the Coast acabou removendo muito da linguagem mais restritiva no final, mas o estrago estava feito". Bob Byrne, para a Black Gate em 2015, comentou que o GSL "expulsou quase todos os produtores terceirizados para a 4ª edição, de curta duração. Dois deles, Goodman Games e Mongoose Publishing, assinaram contrato para a 4ª edição, embora para não há muito benefício para si mesmos. [...] Necromancer efetivamente o empacotou, enquanto Paizo criou o Pathfinder para competir diretamente com a nova versão de Dungeons & Dragons" da Wizards.
1. ↑  D&D 40 anos – Dungeons & Dragons 3ª Edição e o d20 System
2. ↑  O que é a Licenca D20? – História do RPG, parte II
3. ↑   Wizards of the Coast; The d20 System
4. ↑  «The Most Dangerous Column in Gaming». Wizards of the Coast (em inglês). Consultado em 13 de janeiro de 2023
5. ↑  «The Open Game License as I See It, Part I». 1 de maio de 2007. Consultado em 13 de janeiro de 2023
6. ↑  Leonard, Andrew (10 de março de 2000). «Dungeons & Dragons to go open-source?». Salon (em inglês). Consultado em 13 de janeiro de 2023
7. 1 2  Maliszewski, James (20 de agosto de 2009). «Full Circle: A History of the Old School Revival». The Escapist (em inglês). Cópia arquivada em 21 de setembro de 2021
8. 1 2 3 4  Demil, Benoît; Lecocq, Xavier (15 de maio de 2014). «The Rise and Fall of an Open Business Model». Revue d'économie industrielle (em inglês) (146): 85–113. ISSN 0154-3229. doi:10.4000/rei.5803. Consultado em 9 de janeiro de 2023
9. 1 2  «Dungeons & Dragons Community Holds Breath as Wizards of the Coast Prepares New OGL». GAMING (em inglês). Consultado em 13 de janeiro de 2023
10. ↑  «Open Game License: Frequently Asked Questions (Version 2.0)». Wizards of the Coast (em inglês). Consultado em 13 de janeiro de 2023
11. 1 2  «The State of D&D: Present | Featured Articles | The Escapist». v1.escapistmagazine.com (em inglês). Consultado em 11 de fevereiro de 2021
12. ↑  «D&D 4th Edition Game System License». Wizards of the Coast. 28 de abril de 2008. Consultado em 12 de fevereiro de 2021
13. 1 2 3  Hall, Charlie (1 de agosto de 2016). «The story of Pathfinder, Dungeons & Dragon's most popular offspring». Polygon (em inglês). Consultado em 11 de fevereiro de 2021
14. 1 2  «No D&D 4E for Paizo?!?». Wired (em inglês). ISSN 1059-1028. Consultado em 11 de fevereiro de 2021
15. ↑  Pathfinder Roleplaying Game – Livro Básico (resenha)
16. ↑  Wizards of the Coast (26 de janeiro de 2004). «The Open Gaming Foundation: Frequently Asked Questions»
17. ↑  «Cópia arquivada». Consultado em 14 de novembro de 2014. Arquivado do original em 3 de abril de 2016
18. ↑  "System Reference Document (SRD)"
19. 1 2 3  «Wizards of the Coast Puts Out New Dungeons and Dragons Open License With Forgotten Realms Content | The Escapist». v1.escapistmagazine.com (em inglês). Consultado em 12 de fevereiro de 2021
20. ↑  «Systems Reference Document». Dungeons & Dragons. Wizards of the Coast. 5 de maio de 2016. Cópia arquivada em 23 de maio de 2016
21. ↑  «Wizards of the Coast Puts Out New Dungeons and Dragons Open License With Forgotten Realms Content | The Escapist». v1.escapistmagazine.com (em inglês). Consultado em 12 de fevereiro de 2021
22. ↑  January 13, Chris SimsPublished:; 2016. «You Can Now Publish Your 'D&D' Adventures Through The DM Guild». ComicsAlliance (em inglês). Consultado em 12 de fevereiro de 2021
23. ↑  «The D20 Beat: The DM's Guild is a fantastic way for D&D to resurrect old settings». VentureBeat (em inglês). 29 de julho de 2018. Consultado em 12 de fevereiro de 2021
24. ↑  «Content and Format Questions». DMs Guild Support Site (em inglês). Consultado em 12 de fevereiro de 2021
25. ↑  Hall, Charlie (13 de janeiro de 2020). «Dungeons & Dragons basically has DLC now, and it's excellent». Polygon (em inglês). Consultado em 12 de fevereiro de 2021
26. ↑  Johnson, Xavier (18 de agosto de 2022). «Dungeons and Dragons brings huge changes to fifth edition rules under One D&D initiative». Dot Esports (em inglês). Consultado em 9 de janeiro de 2023
27. 1 2  Law, Eric (14 de novembro de 2022). «Rumor: One D&D Might Be Killing Third-Party Homebrew Content». Game Rant (em inglês). Consultado em 26 de novembro de 2022
28. ↑  Chancey, Tyler (22 de novembro de 2022). «Wizards Clarifies One D&D Third Party Support». TechRaptor (em inglês). Consultado em 26 de novembro de 2022
29. 1 2 3  «Dungeons & Dragons Clarifies Support for Third-Party Material as New Edition Draws Near». ComicBook.com (em inglês). 21 de novembro de 2022. Consultado em 26 de novembro de 2022
30. ↑  Law, Eric (19 de dezembro de 2022). «Dungeons and Dragons: 'OpenDnD' Trends on Twitter Amid Homebrew Rumor Controversy». Game Rant (em inglês). Consultado em 9 de janeiro de 2023
31. ↑  «Dungeons & Dragons fans concerned One D&D will spell disaster for custom content». Dexerto (em inglês). Consultado em 9 de janeiro de 2023
32. 1 2 3 4  «The Dungeons & Dragons Open Gaming License Isn't Going Anywhere». Gizmodo (em inglês). 21 de dezembro de 2022. Consultado em 9 de janeiro de 2023
33. 1 2 3 4  «OGLs, SRDs, & One D&D». OGLs, SRDs, & One D&D (em inglês). Consultado em 9 de janeiro de 2023
34. 1 2 3  «Dungeons & Dragons Announces Changes to OGL, Some Third-Party Creators Must Report Revenue and Potentially Pay Royalties». GAMING (em inglês). Consultado em 9 de janeiro de 2023
35. ↑  Law, Eric (21 de dezembro de 2022). «Dungeons and Dragons Releases Statement on How Homebrew Content Works for One D&D». Game Rant (em inglês). Consultado em 9 de janeiro de 2023
36. 1 2 3 4  «Dungeons & Dragons' New License Tightens Its Grip on Competition». Gizmodo (em inglês). 5 de janeiro de 2023. Consultado em 9 de janeiro de 2023
37. ↑  «OGL - Ryan Dancey -- Hasbro Cannot Deauthorize OGL». EN World | Dungeons & Dragons | Tabletop Roleplaying Games (em inglês). Consultado em 13 de janeiro de 2023
38. ↑  Hall, Charlie (19 de janeiro de 2023). «D&D will move to a Creative Commons license, requests feedback on a new OGL». Polygon (em inglês). Consultado em 21 de janeiro de 2023
39. 1 2 3 4 5 6  «Analysis | The D&D Open Game License controversy, explained». Washington Post (em inglês). ISSN 0190-8286. Consultado em 21 de janeiro de 2023
40. ↑  Weatherbed, Jess (20 de janeiro de 2023). «D&D reveals new licensing terms amid community backlash». The Verge (em inglês). Consultado em 21 de janeiro de 2023
41. 1 2 3 4 5 6 7  «Dungeons & Dragons Releases New OGL Draft, Includes Some Core Mechanics Released Under Creative Commons License». GAMING (em inglês). Consultado em 21 de janeiro de 2023
42. 1 2 3  «Dungeons & Dragons' New OGL Will Be 'Irrevocable' and Bring Mechanics to Creative Commons». Gizmodo (em inglês). 19 de janeiro de 2023. Consultado em 21 de janeiro de 2023
43. 1 2 3  Hall, Charlie (27 de janeiro de 2023). «D&D won't change the OGL, handing fans and third-party publishers a massive victory». Polygon (em inglês)
44. 1 2  «Dungeons & Dragons Will Not De-Authorize Current OGL, Releases Full SRD Under Creative Commons License». ComicBook.com (em inglês). 27 de janeiro de 2023
45. 1 2 3  «Dungeons & Dragons Scraps Plans to Update Its Open Game License». Gizmodo (em inglês). 27 de janeiro de 2023
46. ↑  «System Reference Document 5.1» (PDF). D&D Beyond. Wizards of the Coast. 27 de janeiro de 2023. The System Reference Document 5.1 is provided to you free of charge under the terms of the Creative Commons Attribution 4.0 International License (“CC-BY-4.0”).
47. ↑  «Coming April 22: Publish Your Own Creations Using the 2024 Core Rules». D&D Beyond (Press release) (em inglês). April 16, 2025. Consultado em April 16, 2025 Verifique data em: |acessodata=, |data= (ajuda)
48. ↑  Oaks, Amanda Kay (April 16, 2025). «New D&D Errata Revise 2024 5e Rules Ahead of SRD 5.2 Update». ComicBook.com (em inglês). Consultado em April 16, 2025 Verifique data em: |acessodata=, |data= (ajuda)
49. ↑  «Wizards of the Coast Updates 'D&D' System Reference Document». icv2.com (em inglês). Consultado em 25 de abril de 2025
50. ↑  Abbott, Benjamin (April 16, 2025). «New D&D rules are being given to creators for free, reflecting 'the lessons we've learned and the steps we're taking to rebuild and strengthen our relationship with our players'». GamesRadar+ (em inglês). Consultado em April 16, 2025 Verifique data em: |acessodata=, |data= (ajuda)
51. ↑  Fundação OGL Brasil
52. ↑  Fate Básico e Fate Acelerado são dois sistemas diferentes?
53. 1 2  «Wizards of the Coast Open Game License». Law Insider Resources (em inglês). Consultado em 9 de janeiro de 2023
54. 1 2  Seaman*, Christopher B.; Rev. 1615, Thuan Tran** 107 Iowa L. «Intellectual Property and Tabletop Games». Iowa Law Review (em inglês). Consultado em 9 de janeiro de 2023
55. 1 2 3 4  Walsh, Kit (10 de janeiro de 2023). «Beware the Gifts of Dragons: How D&D's Open Gaming License May Have Become a Trap for Creators». Electronic Frontier Foundation (em inglês). Consultado em 13 de janeiro de 2023
56. 1 2  Orland, Kyle (11 de janeiro de 2023). «RPG fans irate as D&D tries to shut its "open" game license». Ars Technica (em inglês). Consultado em 13 de janeiro de 2023
57. ↑  «OneD&D's open gaming licence will introduce royalties for biggest creators, prevent third-party NFTs». Dicebreaker (em inglês). 21 de dezembro de 2022. Consultado em 9 de janeiro de 2023
58. 1 2  «Dungeons & Dragons Looks to Clamp Down on Competition With New OGL». GAMING (em inglês). Consultado em 9 de janeiro de 2023
59. 1 2  Hall, Charlie (5 de janeiro de 2023). «D&D's stricter licensing rules might impact some beloved RPGs». Polygon (em inglês). Consultado em 9 de janeiro de 2023
60. 1 2  Law, Eric (5 de janeiro de 2023). «Dungeons and Dragons: Leaked OGL Reveals Plans for Homebrew in One D&D». Game Rant (em inglês). Consultado em 9 de janeiro de 2023
61. 1 2  «'Dungeons & Dragons' OGL 1.1 Furor». icv2.com (em inglês). Consultado em 13 de janeiro de 2023
62. ↑  Northup, Travis (6 de janeiro de 2023). «Wizards of the Coast OGL Change Draws Ire From Creators and Fans Alike: 'It's Not Right'». IGN (em inglês). Consultado em 10 de janeiro de 2023
63. ↑  Nattrass, J. J. (9 de janeiro de 2023). «D&D content creators outraged over licensing changes, demand the game remain "open"». NME (em inglês). Consultado em 10 de janeiro de 2023
64. ↑  «Dungeons and Dragons Is Jeopardizing Its Greatest Strength: Its Ubiquity». www.vice.com (em inglês). Consultado em 13 de janeiro de 2023
65. ↑  Plante, Corey. «D&D's community is up in arms over a controversial change». Inverse (em inglês). Consultado em 10 de janeiro de 2023
66. ↑  Silberling, Amanda (12 de janeiro de 2023). «Dungeons & Dragons content creators are fighting to protect their livelihoods». TechCrunch (em inglês). Consultado em 13 de janeiro de 2023
67. ↑  published, Benjamin Abbott (10 de janeiro de 2023). «More than 26,000 people sign open letter condemning new D&D license». gamesradar (em inglês). Consultado em 13 de janeiro de 2023
68. 1 2  «Thousands Sign Open Letter Protesting Reported Restrictions in New Dungeons & Dragons OGL». GAMING (em inglês). Consultado em 13 de janeiro de 2023
69. 1 2  «DUNGEONS & DRAGONS TV Show Announced Amid Controversy». STARBURST Magazine (em inglês). 10 de janeiro de 2023. Consultado em 13 de janeiro de 2023
70. ↑  Law, Eric (10 de janeiro de 2023). «Dungeons and Dragons Publisher Kobold Press Making New Roleplaying System». Game Rant (em inglês). Consultado em 13 de janeiro de 2023
71. ↑  «Matt Colville Announces Plans for New RPG as Dungeons & Dragons OGL Furor Continues». GAMING (em inglês). Consultado em 13 de janeiro de 2023
72. ↑  «Paizo Announces Its Own Gaming License Amid D&D OGL Controversy». Gizmodo (em inglês). 12 de janeiro de 2023. Consultado em 13 de janeiro de 2023
73. ↑  «Paizo Addresses Pathfinder's Future, Announces New System-Neutral Open RPG License». GAMING (em inglês). Consultado em 13 de janeiro de 2023
74. ↑  «Free League Publishing Announces Plans to Make Year Zero Open Gaming License After Dungeons & Dragons OGL Controversy». GAMING (em inglês). Consultado em 21 de janeiro de 2023
75. ↑  «An Update on the Open Game License (OGL)». An Update on the Open Game License (OGL) (em inglês). Consultado em 13 de janeiro de 2023
76. ↑  «Dungeons & Dragons Releases Statement on New OGL, Retracts Royalties and License Back Language». GAMING (em inglês). Consultado em 13 de janeiro de 2023
77. 1 2  «Wizards of the Coast Breaks Their Silence on the Dungeons & Dragons OGL». Gizmodo (em inglês). 13 de janeiro de 2023. Consultado em 13 de janeiro de 2023
78. ↑  Hall, Charlie (13 de janeiro de 2023). «D&D maker backs off new licensing rules that led to fan revolt». Polygon (em inglês). Consultado em 13 de janeiro de 2023
79. ↑  Orland, Kyle (20 de janeiro de 2023). «D&D maker still wants to revoke earlier versions of "open" gaming license». Ars Technica (em inglês)
80. 1 2 3  «WotC Folds: OGL 1.0a Abides». ICv2 (em inglês). 27 de janeiro de 2023
81. 1 2  Brink, Kyle (27 de janeiro de 2023). «OGL 1.0a & Creative Commons». D&D Beyond (Press release) (em inglês)
82. ↑  Codega, Lin (May 9, 2024). «The OGL is dead. Long live the OGL.». Rascal News (em inglês). Consultado em May 9, 2024 Verifique data em: |acessodata=, |data= (ajuda)
83. ↑  «WotC to Revise 4th Ed. GSL». icv2.com (em inglês). Consultado em 9 de janeiro de 2023
84. ↑  Knode, Mordicai (14 de fevereiro de 2012). «As Dungeons & Dragons Changes, Pathfinder Remains True». Tor.com (em inglês). Consultado em 9 de janeiro de 2023
85. ↑  «Of Necromancers & Frog Gods – Part One (The Public Life of Sherlock Holmes) – Black Gate» (em inglês). Consultado em 9 de janeiro de 2023

Web
- Silva, Fabiano (12 de outubro de 2011) .«GSL e D&D 4ª Edição». no site RedeRPG